# Francesco Arisi
Francesco Arisi, né le 3 février 1657 à Crémone et mort dans cette même ville le 25 juin 1743, est un érudit, poète et jurisconsulte italien.

## Biographie
Francesco Arisi naquit à Crémone le 5 février 1657, de Louis Arisi et de Lucie Negri, deux familles distinguées de cette ville. Il fut confié aux soins d’un précepteur, prêtre séculier, et fit ensuite chez les jésuites son cours de philosophie. Son père l’envoya, en 1674, étudier les lois à Rome : il y resta jusqu’en 1677, et passa ensuite à Bologne, pour y suivre les mêmes études : mais la mort de son père le força, l’année suivante, à revenir dans sa patrie. Enfin, désirant achever son cours, il alla d’abord à Pavie, où il obtint le doctorat en 1679 ; de là il se rendit à Milan, et travailla pendant six mois sous un avocat célèbre. De retour à Crémone, il partageait son temps entre les études et la culture des lettres, surtout de la poésie, pour laquelle il avait eu, dès sa première jeunesse, un penchant particulier. En relation avec Ludovico Antonio Muratori, avec lequel il entretenait une correspondance assidue, Arisi fut aussi membre de l'Academie d'Arcadie. Il mourut à Crémone le 25 janvier 1745, à l’âge de 86 ans.

## Œuvres
- La tirranide soggiogata, oratorio pour Saint Antoine de Padoue, Crémone, 1677, in-4° : il en publia trois autres dans différentes années, pour la fête du même saint.
- Cremona litterata, seu in Cremonenses, doctrina et litterariis dignitatibus eminentiores, chronologicæ adnotationes, 3 vol. in-fol. Les deux premiers parurent à Parme, en 1702 et 1705, et le troisième à Crémone, en 1741.
- Senatorum Mediolanensium ex collegio judicum Cremonæ ab ipso erecto, usque ad hæc tempora, continuata series, etc., Crémone, 1705, in-fol.
- Rime per le sacre stimate del santo patriarca Francesco, etc., Crémone, 1713, in-4°.
- La Vindemmia, bacchanale ditirambico, Crémone, 1722, in-12.
- Il Tabacco masticato, e fumato, trattenimenti ditirambici colle sue annotazioni, Milan, 1725, in-4°.
- Il Cioccolato, trattenimento ditirambico, Crémone, 1736, in-4°.
- Poesie liriche, ibid., 1re partie, 1680; 2e partie, 1684, in-12.
- Le 20e et dernier chant du poème plaisant et original, intitulé : Bertholdo con Bertholdino e Cacasenno, Bologne, 1736, in-4°.
- Un grand nombre de sonnets et d’autres poésies, dans les Rime de’ Pastori Arcadi, et dans plusieurs autres recueils.